# 라운드 테이블 피자

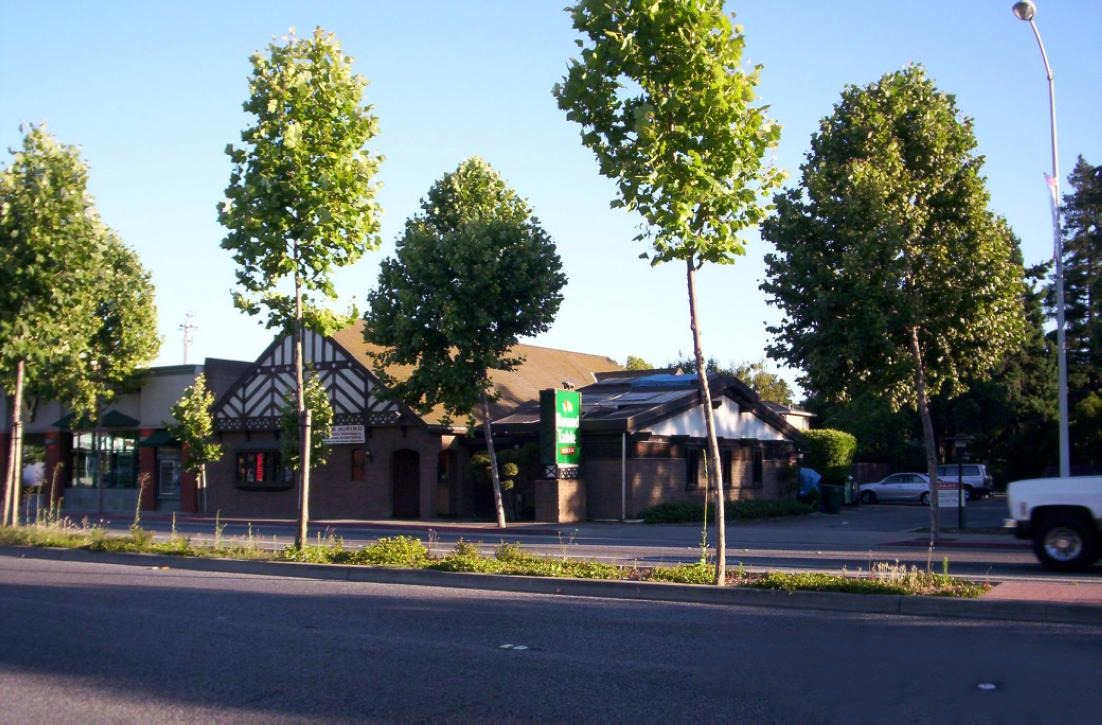
멘로파크에 있는 라운드 테이블 피자 1호점

라운드 테이블 피자(영어: Round Table Pizza)는 미국 조지아주 애틀랜타에 본사가 있는 피자 전문점이다. 1959년, 캘리포니아주 멘로파크에 처음으로 문을 열었으며, 현재 미국 서부 지역을 포함해 전 세계적으로 500개 이상의 매장을 운영하고 있다.
대한민국에는 두산그룹 계열사였던 동양맥주가 1990년에 도입하였으나, 1997년을 끝으로 철수하였다.